# علی جواهرکلام
علی جواهرکلام (زاده ۱۲۷۵–۱۳۵۵ در تهران) نویسنده، مترجم، پژوهشگر، خطیب، مدرس و حقوقدان  و یکی از مدیران برنامه قصه ظهر جمعه رادیو ایران بود

## زندگی‌نامه
وی در محله ملک‌آباد تهران به دنیا آمد و فارغ‌التحصیل حوزه علمیه بود که در جریان جنگ جهانی اول با سفارت انگلیس در تهران ارتباط پیدا می‌کند و در سال ۱۳۱۶ برای تحصیل در رشته حقوق به عراق و بیروت می‌رود. سپس به عضویت مجموعه مؤسسان حزب توده در می‌آید. او در دوران سید ضیاءالدین طباطبایی، به عنوان روزنامه‌نگار از او حمایت می‌کند و به همین خاطر وی را از اعضای سازمان لژ فراماسونری ایران می‌دانند. در دوران نهضت ملی شدن صنعت نفت به رهبری دکتر محمد مصدق، به خاطر مقالات ضد نهضت ملی شدن نفت بازداشت می‌شود. در ارتباط با شاپور ریپورتر؛ مقالات و مطالب تأثیرگذار خطر کمونیزم در ایران را به منظور جلب همکاری مردم با حکومت محمد رضاشاه می‌نویسد. پس از کودتای ۲۸ مرداد به سرپرستی کمیسیون هدایت مطبوعات و افکار عمومی منصوب شده که بعدها این واحد به حوزه معاونت مطبوعاتی ساواک وصل می‌شود. خاطرات او بعدها توسط پسر او فرید جواهرکلام چاپ و منتشر شد

## ترجمه‌ها
- رسالت زیگموند فروید
- توماس ادیسون
- ظهور و سقوط اتحاد شوروی
- تاریخ تمدن اسلام
- عروس ایران
- افسانه‌های ایرانی
- تیمور لنگ فاتح جهان